# 李淑兰
李淑兰（1944年—），女，河北乐亭人，中国射箭运动员、教练员。曾任中国射箭协会副主席、第四、五、六届全国政协委员。

## 生平
1960年参加中国人民解放军，次年进入中国人民解放军体育学院学习射箭。1964年加入中国共产党。其运动员生涯共17次打破世界纪录。
1972年任中国射箭队教练。1979年任中国射箭协会副主席。

## 奖项和荣誉
1980年获国家级教练称号。1984年被评为新中国成立35年来杰出运动员。1989年被评为建国40年以来杰出运动员。1994年被评为建国45周年体坛45英杰。

## 家庭
丈夫徐开才。